# Baia Onemen
La baia Onemen (in russo Онемен залив) è l'ampia insenatura alla foce dei fiumi Anadyr' e Velikaja le cui acque confluiscono nel liman dell'Anadyr' e poi nel golfo dell'Anadyr', presso il mare di Bering, in Russia. Amministrativamente fa parte dell'Anadyrskij rajon, nel Circondario autonomo della Čukotka (Circondario federale dell'Estremo Oriente).
Il nome Onemen deriva dal termine della lingua ciukcia онмын ("profondo, lontano").

## Geografia
Il fiume Anadyr' sfocia nella parte occidentale della baia e la Velikaja nella piccola baia Malyj Onemen (залив Малый Онемен), sul lato meridionale. A est la baia si restringe, incontra il liman del Kančalan, dove sfocia l'omonimo fiume, ed entra nel liman dell'Anadyr'. Nel punto più stretto del passaggio, sulla riva meridionale, si trova la città di Anadyr'. La costa settentrionale della baia è in parte bassa e in parte sassosa e ripida. Un promontorio si allunga verso sud: capo Kedrovaja Koška (Кедровая Кошка). Le coste sud-occidentali e sud-orientali sono prevalentemente basse e paludose. Non ci sono insediamenti lungo le coste. 
Il capo Vešala e l'Amerikanskaja Koška (мыс Вешала e Американская Кошка) sono i confini occidentali della baia Onemen; capo Nejman e capo Dlinnyj (мыс Неймана e мыс Длинный) quelli orientali. Capo Nejman è dotato di segnali luminosi di navigazione. A causa delle complicate correnti nella zona della baia e dei venti frequenti che generano onde alte e ripide, la navigazione è possibile solo in condizioni di tempo calmo e in buone condizioni di visibilità.